# Julien Noël Costantin
Pour les articles homonymes, voir Noël (homonymie).
Julien Noël Costantin est un botaniste et un mycologue français, né le 16 août 1857 à Paris et mort le 17 novembre 1936 dans cette même ville.

## Biographie
Après avoir été admis à l’École polytechnique et l’École normale supérieure de la rue d'Ulm, il choisit d’étudier dans ce second établissement. Après l’obtention de sa licence de mathématiques et de physiques en 1879, il devient préparateur en 1880 et obtient en 1881 sa licence d’histoire naturelle puis son doctorat en 1883 avec une thèse intitulée Étude comparée des tiges aériennes et souterraines des dicotylédones. Il est nommé professeur auxiliaire en 1883 à Bordeaux, mais revient à Paris dès l’année suivante où, grâce à son beau-père, Philippe Van Tieghem (1839-1914), il entre comme aide-naturaliste au Muséum national d'histoire naturelle à la chaire de botanique.
En 1887, il obtient un poste de maître de conférences de botanique à l’École normale supérieure. En 1901, il remplace Marie Maxime Cornu (1843-1901) à la chaire de culture du Muséum. Parallèlement à ces fonctions, il enseigne à l’École nationale d’horticulture de Versailles et à l’École supérieure coloniale de Nogent-sur-Marne. Il devient membre de l’Académie des sciences en 1912. En 1919, il remplace Van Tieghem à la chaire de botanique du Muséum.
Il est président de la Société botanique de France en 1907.

## Publications
- Atlas en couleurs des orchidées cultivées (E. Orlhac, Paris).
- Les Mucédinées simples. Histoire, classification, culture et rôle des champignons inférieurs dans les maladies des végétaux et des animaux (P. Klincksieck, Paris, 1888).
- Nouvelle flore des champignons, pour la détermination facile de toutes les espèces de France et de la plupart des espèces européennes (P. Dupont, Paris, 1891, réédité en 1895, 1904, 1967 et 1997) — Dans la série Nouvelle Flore de Gaston Bonnier (1851-1922) et de Georges de Layens (1834-1897).
- Atlas des champignons comestibles et vénéneux (P. Dupont, Paris, 1895).
- Avec Léon Marie Dufour (1862-1942), Petite flore des champignons comestibles et vénéneux, pour la détermination rapide des principales espèces de France (P. Dupont, Paris, 1895).
- Les végétaux et les milieux cosmiques (adaptation, évolution), (F. Alcan, Paris, coll. «Bibliothèque scientifique internationale», 1898).
- Le Mythe du chêne marin (E. Leroux, Paris, 1899).
- La nature tropicale (F. Alcan, Paris, coll. «Bibliothèque scientifique internationale», 1899).
- L'Hérédité acquise, ses conséquences horticoles, agricoles et médicales (Imprimerie de Durand, Chartres, 1901).
- Le transformisme appliqué à l'agriculture (F. Alcan, Paris, coll. «Bibliothèque scientifique internationale», 1906). Texte en ligne disponible sur LillOnum
- Les progrès de la culture des fleurs et leur importance pour les théories transformistes (Scientia, t. X, 1911)
- La Vie des orchidées (Flammarion, Paris, 1917).
- Cinquième édition revue et augmentée des Éléments de botanique de Avec Philippe Van Tieghem (1839-1914) (Masson, Paris, 1918).
- Histoire naturelle illustrée: les plantes (Larousse, Paris, 1922).
- Atlas des orchidées cultivées (Librairie générale de l’enseignement, Paris, 1927).

## Source
- Philippe Jaussaud & Édouard R. Brygoo, Du Jardin au Muséum en 516 biographies, Muséum national d’histoire naturelle de Paris, 2004, 630 p.